# Grbasti križevec
Grbasti križevec (znanstveno ime Araneus angulatus) je palearktična vrsta pajkov, ki je razširjena tudi v Sloveniji.

## Opis
Odrasle samice lahko dosežejo v dolžino do 4 cm. Na prvi pogled je grbasti križevec podoben navadnemu križevcu (Araneus diadematus), od katerega pa se loči po značilni grbi na abdomnu, po kateri je dobil tudi slovensko ime.

## Podvrste
- Araneus angulatus afolius (Franganillo, 1909) — Portugalska
- Araneus angulatus atricolor Simon, 1929 — Francija
- Araneus angulatus castaneus (Franganillo, 1909) — Portugalska
- Araneus angulatus crucinceptus (Franganillo, 1909) — Portugalska
- Araneus angulatus fuscus (Franganillo, 1909) — Portugalska
- Araneus angulatus iberoi (Franganillo, 1909) — Portugalska
- Araneus angulatus levifolius (Franganillo, 1909) — Portugalska
- Araneus angulatus niger (Franganillo, 1918) — Španija
- Araneus angulatus nitidifolius (Franganillo, 1909) — Portugalska
- Araneus angulatus pallidus (Franganillo, 1909) — Portugalska
- Araneus angulatus personatus Simon, 1929 — Belgija, Francija
- Araneus angulatus serifolius (Franganillo, 1909) — Portugalska